# RIPEMD

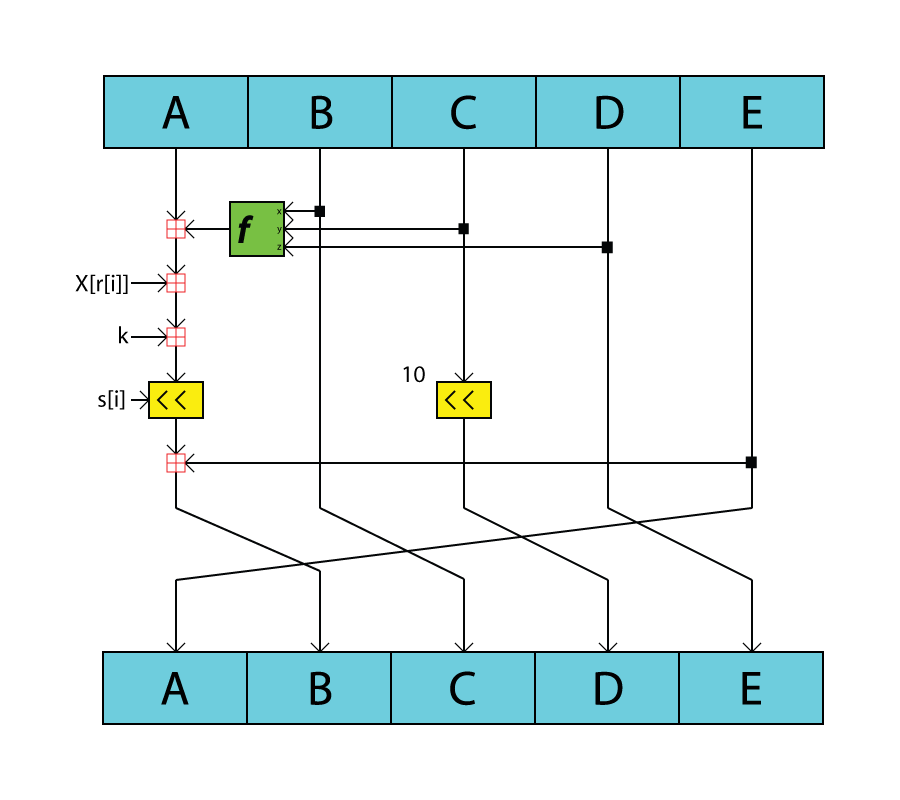
一個RIPEMD160哈希演算法壓縮函數的子塊

RIPEMD（RACE原始完整性校驗訊息摘要）是一種加密哈希函數，由 鲁汶大学  Hans Dobbertin,Antoon Bosselaers 和 Bart Prenee組成的COSIC 研究小组发布于1996年。 RIPEMD是以MD4为基础原则所设计的 ，而且其表現與更有名的SHA-1类似. 
RIPEMD-160是以原始版RIPEMD所改进的160位元版本，而且是RIPEMD系列中最常见的版本。 RIPEMD-160是設計給学术社群所使用的，剛好相对于 国家安全局 所设计 SHA-1 和 SHA-2 算法。 另一方面，RIPEMD-160比SHA-1較少使用，所以可能造成RIPEMD-160比SHA還不常被審查。另外，RIPEMD-160並沒有任何專利所限制。
同時也存在著128,256-320位元的这种算法，称为RIPEMD-128,RIPEMD-256和RIPEMD-320。 128位版本的用意仅是取代原始版RIPEMD，因為原版也同樣是128位元，並且被发现有潛在的安全問題。 而256和320位版本只有减少碰撞發生的机率，但沒有提升安全等級(以 preimage舉例)。不过，RIPEMD的设计者们没有真正设计256和320位元这2种标准，他们只是在128位元和160位元的基础上，修改了初始参数和s-box来达到输出为256和320位元。所以，256位的强度和128相当，而320位的强度和160位相当。且RIPEMD建立在md的基础之上，所以其添加数据的方式和md5完全一样。
在2004年八月，據回報有個碰撞發生於原始版的RIPEMD。 但这個問題不會發生在RIPEMD-160.

## RIPEMD-160範例
160位元的RIPEMD-160哈希值是以40位的十六進制所表示。 下面表明了43字节 ASCII码 的输入與其對应的RIPEMD-160哈希值：
```
 RIPEMD-160("The quick brown fox jumps over the lazy dog")=
 37f332f68db77bd9d7edd4969571ad671cf9dd3b
```

RIPEMD-160能表現出理想的 雪崩效應 (例如將 d 改成 c，即微小的变化就能產生一个完全不同的哈希值):
```
 RIPEMD-160("The quick brown fox jumps over the lazy cog")=
 132072df690933835eb8b6ad0b77e7b6f14acad7
```

0字串長度的哈希值表示為：
```
 RIPEMD-160("")= 
 9c1185a5c5e9fc54612808977ee8f548b2258d31
```